# Medúzka sladkovodní
Medúzka sladkovodní (Craspedacusta sowerbii) patří do třídy sladkovodních polypovců (Hydrozoa) z kmene žahavců (Cnidaria), která dosahuje stádia medúzy. Jedná se také o jediný nepůvodní druh žahavce v Česku a o jeden z mála[zdroj⁠?!] sladkovodních druhů žahavců na evropském kontinentě, které vytváří medúzová stádia.

## Charakteristika
Dospělý jedinec má v průměru 20–25 mm. Kloboukovité tělo medúzek je velmi jemné a průsvitné, s bělavým nebo nazelenalým nádechem. Na okraji zvonu mohou mít až 500 chapadel s žahavými buňkami, též zvanými knidocyty nebo nematocyty, které slouží k uchvacování zooplanktonní potravy. Pro člověka ale tyto žahavé buňky žádné nebezpečí nepředstavují, jelikož neproniknou lidskou kůží.

### Trávicí soustava
Jediný otvor trávicí soustavy, který slouží zároveň jako ústa se 4 pysky se nazývá manubrium a nachází se na konci středového výběžku ve spodní části těla. Cirkulaci živin usnadňují 4 paprsčité kanálky, které vyúsťují z žaludku a jsou spojeny s prstencovým kanálkem na okraji těla.

### Rozmnožovací soustava
Obvykle mají ve spodní části těla uložené 4 bílé ploché pohlavní žlázy neboli gonády spojené se 4 paprsčitými kanálky trávicího systému.

## Potrava a lov
Medúzka sladkovodní se živí zooplanktonem, včetně hrotnatek (Daphnia) a klanonožců (Copepoda), které chytá svými žahavými chapadly obsahujícími jed. Takto ochromenou kořist následně chapadly dopraví k ústnímu otvoru a stráví.

## Životní cyklus a rozmnožování
Život medúzky sladkovodní začíná polypovým stádiem, během kterého žije přisedle v malých koloniích a dokáže tvořit klidová stádia odolná vůči nepříznivým podmínkám (podocysty, mikrofrustuly). Na jaře se nepohlavně rozmnožuje pučením nebo plazivými larvičkami – frustulami.
Pokud jsou vhodné podmínky a teplota vody vystoupá nad 20 °C, na polypech vypučí mladé medúzky, které dorůstají do velikosti kolem 25 mm. Během jejich vývoje v dospělce se významně zvyšuje počet chapadel (ze 16 až na 500) a také se vyvíjejí chybějící smyslové orgány rovnováhy – statocysty.
Většina místních populací vznikla původem jen z jednoho jedince polypa, který se nepohlavně rozmnožil pouze na medúzky stejného pohlaví. Z tohoto důvodu dospělé medúzky nemohou najít partnera k rozmnožování a s příchodem zimy, kdy teplota vody klesne pod 10 °C hynou bez potomků.
Za příznivých okolností s výskytem jedinců obou pohlaví jsou medúzky schopny pohlavního rozmnožování, kdy do vody vypustí ze svých 4 pohlavních žláz buď vajíčka, nebo spermie v závislosti na příslušné pohlaví jedince. Z oplozeného vajíčka se vyvine obrvená larvička zvaná planula, která přisedá na dno a následně se vyvine do polypa s chapadélky, jehož velikost dosahuje jen 2 mm. Poté se celý cyklus znovu opakuje.
Nejvíce jedinců ve stádiu medúzy se vyskytuje v letních měsících od července do září ve stojatých vodách, kde se pohybují vznášivým pohybem a živí se zooplanktonem.

## Objevení a výskyt
Medúzka sladkovodní pochází původně z Číny z povodí řeky Jang-c’-ťiang, neboli Modré řeky. V současné době je považována za kosmopolitní druh, který se rozšířil pravděpodobně za pomoci vodních ptáků nebo lidí do všech kontinentů s výjimkou Antarktidy. Vyskytuje se zejména v izolovaných vodních plochách se stojatou nebo mírně tekoucí vodou, např. ve vodních nádržích, větších řekách, jezerech nebo zatopených lomech či pískovnách. V České republice převažují samičí populace.
Medúzka sladkovodní byla poprvé spatřena roku 1880 Williamem Sowerbym, tajemníkem Královské botanické společnosti, v nádržích slavné londýnské botanické zahrady Kew Gardens. Své druhové latinské jméno Sowerbii tedy dostala na jeho počest. Nejdříve se předpokládalo, že medúzka sladkovodní je tropickým druhem přivezeným z Jižní Ameriky spolu s ostatními tropickými rostlinami, které se v nádržích botanické zahrady pěstovaly. V polovině 20. století se začalo uvažovat, že by její původní domovinou mohla být Čína, jelikož odtud již byly popsány také ostatní druhy tohoto rodu a hojně se zde ve volné přírodě vyskytují obě pohlaví na rozdíl od většiny populací medúzky sladkovodní na světě, které se skládají pouze ze samic nebo samců (například vltavskou populaci studovanou Emilem Dejdarem tvořili výhradně samci).
První doložený a publikovaný nález medúzky sladkovodní ve volné přírodě se datuje pouhých 5 let po prvním popisu a zcela z jiného kontinentu. Roku 1885 byl v potoce ve Filadelfii (USA) nalezen drobný sladkovodní polyp, který však byl ztotožněn s druhem medúzky sladkovodní až později.
V následujících desetiletích postupně přibývalo nálezů medúzek z téměř celého světa.
Roku 1930 byla medúzka sladkovodní poprvé zpozorována na českém území, ve vzdutí jezu v Libčicích nad Vltavou. V roce 1932 pak byly objeveni její polypi přímo v Praze na pilířích holešovického železničního mostu. To umožnilo vznik jedné z nejdetailnějších[zdroj?] monografických prací věnovaných medúzce sladkovodní publikované Emilem Dejdarem ze Zoologického ústavu Německé univerzity v Praze.